# Stanène

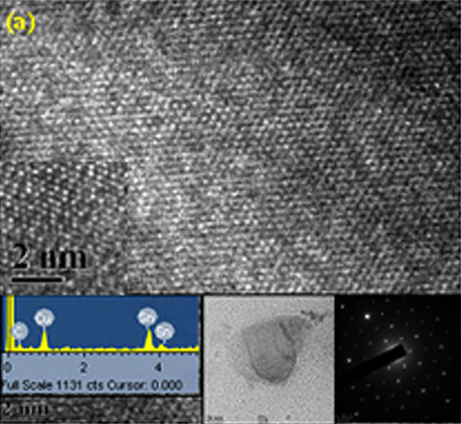
En haut : stanène en microscopie électronique à transmission haute résolution (l'image au milieu, en bas, est une vue d'ensemble). En bas à droite : figure de diffraction des électrons confirmant la structure hexagonale de l'échantillon.

Le stanène,,,,, ou stannène, est un isolant topologique bidimensionnel. Il est constitué d'une unique couche d'atomes d'étain de structure hexagonale, de manière similaire au graphène. Son nom provient de stannum, nom latin de l'étain, et du suffixe -ène utilisé pour le graphène.

## Production
À la différence du graphène, le stanène ne peut pas être formé par exfoliation. Il peut être produit par déposition contrôlée de l'étain en phase gazeuse sur un substrat à température adaptée.